# Paranámiervogel
De paranámiervogel (Formicivora acutirostris synoniem: Stymphalornis acutirostris) is een zangvogel uit de familie Thamnophilidae (miervogels).

## Kenmerken
De paranámiervogel is circa 14 centimeter lang. De soort vertoont seksuele dimorfie. Het mannetje is donkerbruin van boven met zwarte keel en donkergrijs van onder met zwarte staart. Het vrouwtje heeft grijswitte onderdelen, bleekbruine bovendelen en roestkleurige kruin. Beide geslachten hebben een dunne langwerpige snavel.

## Verspreiding en leefgebied
Deze vogel is endemisch in Brazilië en komt enkel voor in de zuidelijke staten Paraná en Santa Catarina. De natuurlijke habitat bestaat uit verschillende moerasgebieden. De leefgebieden bevinden zich op een hoogte tot 1000 meter boven zeeniveau in het bioom Atlantisch Woud.

## Voeding
De paranámiervogel voedt zich met insecten en geleedpotigen.

## Status
De totale populatie wordt geschat op 5000-10.000 volwassen individuen, maar door een combinatie van een beperkt verspreidingsgebied en habitatverlies zijn trends in populatie-aantallen dalend. Om deze redenen staat de paranámiervogel als gevoelig op de Rode Lijst van de IUCN.